# هاف چنس (آلاباما)
هاف چنس (به انگلیسی: Half Chance) یک منطقهٔ مسکونی در ایالات متحده آمریکا است که در شهرستان مرنگو، آلاباما واقع شده‌است. هاف چنس ۵۶٫۰۸ متر بالاتر از سطح دریا واقع شده‌است.